# كاميلا إركولياني
كاميلا إركولياني (المعروفة أيضًا باسم كاميلا هيركوليانا، توفيت بعد عام 1584) كانت صيدلانية وكاتبة وفيلسوفة طبيعية إيطالية ومدافعة عن المرأة خلال بداية العصر الحديث. نشرت «وهي التي تصف نفسها بالصيدلانية» كتابًا، على شكل مقالات رسائل، حول وجهات نظرها المتعلقة بمواضيع العلوم والفلسفة الطبيعية. نُشر كتاب رسالة الفلسفة الطبيعية أو رسائل عن الفلسفة الطبيعية لإركولياني في عام 1584. حاكمتها محاكم التفتيش الرومانية بتهمة الاشتباه بالهرطقة بسبب بعض النظريات غير التقليدية التي قدمتها في عملها- بسبب «عدم وضوح الحدود بين الفلسفة الطبيعية واللاهوت». على الرغم من فقدان سجلات المحاكمة، فمن المتوقع أنه على الأرجح قد تم العفو عن إركولياني.

## حياتها
العديد من تفاصيل حياة كاميلا إركولياني الشخصية غير معروفة. أقامت هذه الصيدلانية في بادوفا في إيطاليا، وهي مقاطعة تابعة لفينيتو؛ وهو مجتمع كان نشطًا بشكل خاص في المساعي الطبية والعلمية في أوائل العصر الحديث. في الواقع، كان غاليليو يدرّس في جامعة بادوفا خلال هذا الوقت. علاوة على ذلك، كانت بادوفا في إيطاليا واحدة من أولى المواقع التي تتفاخر بوجود حديقة نباتية فيها في عام 1545.
كانت كاميلا ابنة تاجر التوابل أندريا غريغيتي، كان رجلًا «ثريًا إلى حد ما» في المجتمع ويمتلك قطع أراضي ومنازل متعددة. بالإضافة إلى ذلك، كانت كاميلا نفسها واحدة من أطفاله الستة. كان لديها شقيقان يحملان أسماء أندريا وغيورغيو، وثلاث أخوات يحملن أسماء إيزابيلا ولوكريزيا وبوليسينا. تزوجت كاميلا مرتين وكانت أمًا لستة أطفال. كان زوجها الأول، ألوفيسو ستيلا، يملك متجر صيدلية يسمى تري ستيل، وكان يقع في بلدة سانت أندريا في بادوفا. كان للزوجين «طفل واحد على الأقل، ابن اسمه ملكيوري أو ماركيورو». تزوجت كاميلا مرة أخرى بعد وفاته، وحدث ذلك بين عامي 1569 و1571. كان زوجها الثاني، غياكومو إركولياني، صيدلانيًا أيضًا. ورث عمل المالك في تري ستيل. انتهى الأمر بكاميلا وغياكومو بإنجاب خمسة أطفال معًا. ما تزال تفاصيل وتاريخ وفاتها لغزًا، ومع ذلك فمن المحتمل أنها توفيت بعد عام 1584.

## حياتها المهنية

### صيدلانية
محلات الصيدليات هي مكان يمكنه توفير الأدوية والعلاجات للأمراض. عادة ما تصنع هذه الأدوية من «المركبات والمقويات». تم تشكيل هذه المنتجات من «مكونات مثل ماء الورد والخزامى ودقيق الشوفان والليمون واللوز والخمان والماء وحتى السكر». يكافئ هذه الممارسة حاليًا الأطباء وشركات الأدوية الحديثة.
أشارت إركولياني إلى نفسها على أنها «سبيزيالا»، التي تترجم إلى «بائعة توابل». بشكل عام، يعكس هذا أنها كانت صيدلانية بائعة توابل، «يقصد بها أولئك الذين كانوا يصنعون ويبيعون العلاجات النباتية والصيدلانية (والتي غالبًا ما تضمنت التوابل)». كانت صيدليات بائعي التوابل الحديثة الأولى سوقًا للمشترين لكل من العلاجات النباتية والصيدلانية، وبيع الحلوى ومستحضرات التجميل والورق والأدوية. تشمل الأمثلة الأخرى للسلع التي يمكن للمرء شراءها من متجر الصيدلية الأعشاب والفواكه والزيوت الثمينة والراتنجات ومسك العطور. تقع معظم متاجر الصيدليات في مناطق بها قطعة أرض صغيرة من أجل بناء حديقة، مما يسمح بالوصول المباشر إلى زراعة الأعشاب والنباتات للحصول على العلاجات. كانت الأمراض النموذجية التي سعى عامة السكان للحصول على علاجات لها هي «الاستسقاء والجدري والديدان والكساح والاسقربوط والعديد من مشاكل الجلد والنقرس...». على الرغم من استخدامها لهذا المسمى الوظيفي في مقدمة عملها المنتشر، لم تكن إركولياني عضوًا مدرجًا رسميًا في نقابة الصيادلة.
عملت إركولياني جنبًا إلى جنب مع كل من زوجيها كصيدلانية ممارسة. في بداية العصر الحديث، كان من المعتاد أن تتعلم زوجات التجار تجارة أزواجهن، حيث لعبن دورًا أساسيًا في إدارة شركات العائلة. قال إن معرفتها لم تأت من أي جامعة، ولكنها كانت نتيجة فهم وتجربة فطرية.
كانت إركولياني متعلمة للغاية، على الرغم من ادعاءاتها خلاف ذلك— في أعمالها، غالبًا ما كانت تستشهد بغالينوس وأرسطو. كان غالينوس طبيبًا وفيلسوفًا يونانيًا له تأثير كبير على «النظرية والممارسة الطبية» في ذلك الوقت. كان أرسطو فيلسوفًا وعالمًا يونانيًا ناقش مواضيع مختلفة تتنوع من علم الأحياء إلى الفيزياء. أثر هذان الفيلسوفان بشكل كبير على عمل إركولياني ومجال الصيدلة. كانت الصيدلية في بداية العصر الحديث مكانًا شائعًا لنشر الأفكار الجديدة، بما في ذلك المعارضة الدينية، وكانت في كثير من الأحيان على قوائم المراقبة أثناء التحقيقات. يشير ذلك إلى جو الحرية والوصول إلى الأفكار الجديدة الذي من المرجح أن إركولياني عاشته في حياتها كصيدلانية.
ارتبط كونك صيدلاني في حينها بالممارسة داخل قسم معين من الطب. نظرًا لأن غالبية النساء في هذه الحقبة حُرمن من الوصول إلى التدريب الجامعي، كان التدريب المهني إحدى الطرق لاكتساب المهارات اللازمة للممارسة. هذا هو السبب في أن معظم الصيادلة كانوا من النساء. بالإضافة إلى ذلك، مثل إركولياني، كان للأرامل خيار إبقاء متاجرهن تعمل طالما تولى رجل آخر الملكية.
على الرغم من أن معظم الصيادلة كانوا من النساء، غير أنه «لم يكن هناك اعتراف رسمي بالنساء العاملات»، بغض النظر عما إذا كن يعملن مع أفراد خبيرين أم لا. يعتقد أن ذلك كان يحدث لأن المرأة تتمتع بمكانة متدنية اقتصاديًا وقانونيًا. يشير هذا إلى أن النساء لم يحصلن على الفضل في عملهن كصيدلانيات، على الرغم من أنه كان لهن دور كبير جدًا في هذه المتاجر.
كانت تستخدم طرق صيدلية نموذجية من القرن السادس عشر. كانت صيدليات العصور الوسطى هي «الطبيب الممارس العام» الأصلي. كانوا منخرطين بشكل كبير في كل من صرف الأدوية وتقديم المشورة الطبية. تعكس هذه الأساليب الممارسات التي نقلت إلى مجال الصيدلة في العصر الحديث.